# 北迪奈普县
北迪奈普县（Uttar Dinajpur或North Dinajpur；孟加拉语：উত্তর দিনাজপুর জেলা）为印度西孟加拉邦辖县之一，隶属杰尔拜古里专区。北迪奈普于1992年析西迪奈普县（Raiganj subdivision、Islampur subdivision）二乡置。辖域东与孟加拉国班乔戈尔、塔古尔冈和迪奈普三县接壤，西与比哈尔邦基商甘杰 、布尔尼亚和格蒂哈尔三县毗邻，北与大吉岭、杰尔拜古里县交界，南与马尔达、南迪奈普县相连。全县地处北纬25°11' - 26°49'与东经87°49'- 90°00'之间，面积3,142平方公里；人口3,000,849人（2011年）。

## 历史
北迪奈普古属奔那伐弹那国，英属印度时的1786年始置迪奈普县。1947年印巴分治时一分为二，迪奈普分为东迪奈普和西迪奈普二县，东迪奈普属于東巴基斯坦即今孟加拉国（维持其历史县名），另一部分划归印度（今属西孟加拉邦），即西迪奈普县。1956年，划入比哈尔邦部份区域后，西迪奈普面颊扩大。1992年，西迪奈普又一分为二，拆分为北迪奈普和南迪奈普二县。

## 外部連結
- Official Website （页面存档备份，存于）

template:Dalkhola topics
template:Uttar Dinajpur District
template:West Bengal
template:Minority Concentrated Districts in India
25°37′N 88°07′E / 25.62°N 88.12°E